# マティアス・パロメケ
マティアス・パロメケ（Mathías Palomeque、1986年10月7日 - ）は、ウルグアイの元ラグビーユニオン選手。

## プロフィール
- ウルグアイ・モンテビデオ出身[1]。
- 現役時代のポジションはロック(LO)。
- 身長 191cm、体重 105kg
- ウルグアイ代表通算キャップ数は28でラグビーワールドカップ2015のウルグアイ代表に選ばれた[2]。

## 略歴
2010年、トレボールに加入。
2020年、現役引退。